# Royville
Royville település Franciaországban, Seine-Maritime megyében. Lakosainak száma 315 fő (2022. január 1.). Royville Bacqueville-en-Caux, Biville-la-Rivière, Lammerville, Rainfreville, Saâne-Saint-Just, Saint-Ouen-le-Mauger és Tocqueville-en-Caux községekkel határos.

## Népesség
A település népessége az elmúlt években az alábbi módon változott:
| Lakosok száma | 271  | 271  | 281  | 282  | 290  | 298  | 308  | 312  | 315  |
|               | 2013 | 2015 | 2016 | 2017 | 2018 | 2019 | 2020 | 2021 | 2022 |